# Hildegard Sellhuber
Hildegard Sellhuber (* 7. Juli 1950 in Inzell) ist eine ehemalige deutsche Eisschnellläuferin.
Sellhuber, die für den DEC Inzell startete, nahm von 1964 bis 1985 an nationalen Wettbewerben teil und wurde im Jahr 1966 deutsche Juniorenmeisterin sowie in den Jahren 1966 und 1967 deutsche Meisterin im Mini-Mehrkampf. Zudem wurde sie bei deutschen Meisterschaften im Jahr 1968 Dritte. International startete von 1965 bis 1968. Dabei errang sie bei der Mehrkampf-Weltmeisterschaft 1966 in Trondheim den 29. Platz im Mini-Mehrkampf. In der Saison 1966/67 siegte sie bei internationalen Wettbewerben in Inzell und Budapest jeweils im Mini-Mehrkampf sowie über 1500 m. In der folgenden Saison lief sie bei der 3-Bahnen-Tournee in Inzell auf den zweiten Platz im Mini-Mehrkampf und bei den Olympischen Winterspielen 1968 in Grenoble auf den 21. Platz über 500 m, auf den 16. Rang über 1000 m sowie auf den neunten Platz über 1500 m. Ihr Ehemann Gerhard Zimmermann nahm als Eisschnellläufer an den Olympischen Winterspielen 1964, 1968 und 1972 teil.

## Persönliche Bestleistungen
| Disziplin | Zeit       | Datum            | Ort      |
| --------- | ---------- | ---------------- | -------- |
| 500 m     | 46,4 s     | 28. Januar 1968  | Inzell   |
| 1000 m    | 1:36,6 min | 20. Januar 1968  | Inzell   |
| 1500 m    | 2:27,5 min | 10. Februar 1968 | Grenoble |
| 3000 m    | 5:27,4 min | 20. Januar 1968  | Inzell   |